# 한 (대홍려)
한(漢, ? ~ ?)은 전한 말기의 관료이다. ‘한’은 이름자로, 성씨는 알 수 없다.

## 생애
건시 4년(기원전 29년), 하남태수에서 대홍려로 승진하였으나 이듬해에 면직되었다.

## 출전
- 반고, 《한서》 권19하 백관공경표 下

| 전임 호상 | 전한의 대홍려 기원전 29년 ~ 기원전 28년 | 후임 위안세 |